# Futbol'nyj Klub Anži 2017-2018
Questa voce raccoglie le informazioni riguardanti il Futbol'nyj Klub Anži nelle competizioni ufficiali della stagione 2017-2018.

## Stagione
Per la terza stagione consecutiva l'Anži si è classificata in zona play-out: ma se la prima stagione era arrivata la salvezza dopo gli spareggi e alla seconda grazie alla classifica avulsa, stavolta arrivò la retrocessione dopo aver perso contro l'Enisej. La retrocessione fu per altro annullata in estate a causa delle numerose defezioni di altri club che consentirono il ripescaggio dell'Anži.
Anche in Coppa di Russia la stagione fu fallimentare con l'estromissione immediata per mano del Luč Vladivostok, club di seconda serie.

## Maglie e sponsor
| Manica sinistra · Manica sinistra · Maglietta · Maglietta · Manica destra · Manica destra · Pantaloncini · Pantaloncini · Calzettoni · Calzettoni | Manica sinistra · Manica sinistra · Maglietta · Maglietta · Manica destra · Manica destra · Pantaloncini · Calzettoni |

## Rosa
| N. |                       | Ruolo | Calciatore           |
| -- | --------------------- | ----- | -------------------- |
| 1  | Russia (bandiera)     | P     | Aleksej Solosin      |
| 2  | Russia (bandiera)     | D     | Guram Tetrašvili     |
| 3  | Russia (bandiera)     | D     | Vladimir Polujachtov |
| 4  | Ucraina (bandiera)    | C     | Ihor Čajkovs'kyj     |
| 5  | Russia (bandiera)     | D     | Magomed Musalov      |
| 6  | Moldavia (bandiera)   | C     | Paul Anton           |
| 7  | Russia (bandiera)     | C     | Adlan Kacaev         |
| 7  | Uzbekistan (bandiera) | C     | Dostonbek Khamdamov  |
| 8  | Russia (bandiera)     | A     | Arsen Chubulov       |
| 9  | Russia (bandiera)     | A     | Konstantin Bazeljuk  |
| 10 | Georgia (bandiera)    | C     | Jaba Lipartia        |
| 10 | Ghana (bandiera)      | C     | Kwadwo Poku          |
| 14 | Russia (bandiera)     | D     | Igor Armaș           |
| 17 | Venezuela (bandiera)  | D     | Jhon Chancellor      |
| 19 | Russia (bandiera)     | A     | Pavel Dolgov         |
| 21 | Russia (bandiera)     | C     | Alan Bagaev          |

| N. |                      | Ruolo | Calciatore           |
| -- | -------------------- | ----- | -------------------- |
| 25 | Etiopia (bandiera)   | C     | Gatoch Panom         |
| 37 | Russia (bandiera)    | C     | Batraz Chadarcev     |
| 41 | Russia (bandiera)    | C     | Anvar Gazimagomedov  |
| 45 | Francia (bandiera)   | D     | Thomas Phibel        |
| 47 | Georgia (bandiera)   | P     | Giorgi Loria         |
| 48 | Russia (bandiera)    | C     | Aleksandr Bataev     |
| 49 | Russia (bandiera)    | A     | Aleksandr Prudnikov  |
| 52 | Russia (bandiera)    | D     | Miral Samardžič      |
| 77 | Russia (bandiera)    | C     | Ajaz Guliev          |
| 78 | Russia (bandiera)    | C     | Michail Bakaev       |
| 88 | Russia (bandiera)    | C     | Ivan Markelov        |
| 91 | Russia (bandiera)    | A     | Pavel Jakovlev       |
| 92 | Russia (bandiera)    | D     | Sergej Bryzgalov     |
| 94 | Ucraina (bandiera)   | D     | Oleh Dančenko        |
| 98 | Russia (bandiera)    | P     | Aleksandr Budakov    |
| 99 | Argentina (bandiera) | A     | Juan Eduardo Lescano |

## Risultati

### Campionato
| Kaspijsk 15 luglio 2017 1ª giornata | Anži | 1 – 3 referto | CSKA Mosca | Anži-Arena |

| Kaspijsk 21 luglio 2017 2ª giornata | Anži | 1 – 0 referto | Amkar Perm' | Anži-Arena |

| Mosca 30 luglio 2017 3ª giornata | Lokomotiv Mosca | 1 – 0 referto | Anži | Stadio Lokomotiv |

| Kaspijsk 4 agosto 2017 4ª giornata | Anži | 0 – 1 referto | Rostov | Anži-Arena |

| Chabarovsk 8 agosto 2017 5ª giornata | SKA-Chabarovsk | 2 – 0 referto | Anži | Stadion SKA DVO im. V. I. Lenina |

| Kaspijsk 12 agosto 2017 6ª giornata | Anži | 1 – 3 referto | Dinamo Mosca | Anži-Arena |

| Kazan' 19 agosto 2017 7ª giornata | Rubin | 6 – 0 referto | Anži | Kazan Arena |

| Kaspijsk 25 agosto 2017 8ª giornata | Anži | 1 – 0 referto | Ufa | Anži-Arena |

| San Pietroburgo 9 settembre 2017 9ª giornata | Tosno | 2 – 2 referto | Anži | Stadio Petrovskij |

| Kaspijsk 16 settembre 2017 10ª giornata | Anži | 1 – 5 referto | Krasnodar | Anži-Arena |

| Mosca 23 settembre 2017 11ª giornata | Spartak Mosca | 2 – 2 referto | Anži | Otkrytie Arena |

| Kaspijsk 1º ottobre 2017 12ª giornata | Anži | 2 – 2 referto | Zenit San Pietroburgo | Anži-Arena |

| Ekaterinburg 14 ottobre 2017 13ª giornata | Ural | 2 – 1 referto | Anži | SKB-Bank Arena |

| Kaspijsk 22 ottobre 2017 14ª giornata | Anži | 3 – 2 referto | Arsenal Tula | Anži-Arena |

| Groznyj 30 ottobre 2017 15ª giornata | Achmat Groznyj | 1 – 1 referto | Anži | Achmat-Arena |

| Perm' 5 novembre 2017 16ª giornata | Amkar Perm' | 1 – 2 referto | Anži | Stadio Zvezda |

| Kaspijsk 19 novembre 2017 17ª giornata | Anži | 0 – 1 referto | Lokomotiv Mosca | Anži-Arena |

| Rostov sul Don 26 novembre 2017 18ª giornata | Rostov | 2 – 0 referto | Anži | Stadio Olimp-2 |

| Kaspijsk 3 dicembre 2017 19ª giornata | Anži | 4 – 0 referto | SKA-Chabarovsk | Anži-Arena |

| Chimki 9 dicembre 2017 20ª giornata | Dinamo Mosca | 2 – 0 referto | Anži | Arena Chimki |

| Kaspijsk 2 marzo 2018 21ª giornata | Anži | 1 – 1 referto | Rubin | Anži-Arena |

| Ufa 10 marzo 2018 22ª giornata | Ufa | 3 – 2 referto | Anži | Neftyanik Stadium |

| Kaspijsk 17 marzo 2018 23ª giornata | Anži | 2 – 0 referto | Tosno | Anži-Arena |

| Krasnodar 1º aprile 2018 24ª giornata | Krasnodar | 1 – 1 referto | Anži | Stadio FC Krasnodar |

| Kaspijsk 8 aprile 2018 25ª giornata | Anži | 1 – 4 referto | Spartak Mosca | Anži-Arena |

| San Pietroburgo 14 aprile 2018 26ª giornata | Zenit San Pietroburgo | 1 – 0 referto | Anži | Stadio San Pietroburgo |

| Kaspijsk 21 aprile 2018 27ª giornata | Anži | 0 – 1 referto | Ural | Anži-Arena |

| Tula 28 aprile 2018 28ª giornata | Arsenal Tula | 2 – 1 referto | Anži | Stadio Arsenal |

| Kaspijsk 7 maggio 2018 29ª giornata | Anži | 0 – 2 referto | Achmat Groznyj | Anži-Arena |

| Mosca 13 maggio 2018 30ª giornata | CSKA Mosca | 2 – 1 referto | Anži | Arena CSKA |

#### Spareggio
| Krasnojarsk 20 maggio 2018 Andata | Enisej | 3 – 0 referto | Anži | Stadio Centrale |

| Kaspijsk 20 maggio 2018 Ritorno | Anži | 4 – 3 referto | Enisej | Anži-Arena |

### Coppa di Russia
| Vladivostok 20 settembre 2017 Sedicesimi di finale | Luč-Ėnergija | 2 – 0 referto | Anži | Stadio Dinamo |